# Nianija Bolong
De Nianija Bolong is een rechter zijrivier van de West-Afrikaanse rivier de Gambia. De rivier stroomt door de landen Senegal en Gambia.
De Nianija Bolong ontspringt ongeveer zeven kilometer ten zuiden van de Senegalese stad Koungheul, gelegen in de regio Kaffrine. De rivier stroomt in zuidwestelijke richting over een lengte van ongeveer 70 kilometer totdat hij uitmondt in de Gambia met een breedte van ongeveer 35 meter.
De rivier stroomt door een regio met de hoogste concentratie Senegambiaanse steencirkels. De bijzondere V-vormige steen van Kerr Batch bevindt zich in de directe omgeving van de Nianija Bolong.
Het achtervoegsel Bolong, dat veel zijrivieren van Gambia hebben, betekent ‘bewegend water’ of ‘zijrivier’ in de Mandinka-taal.

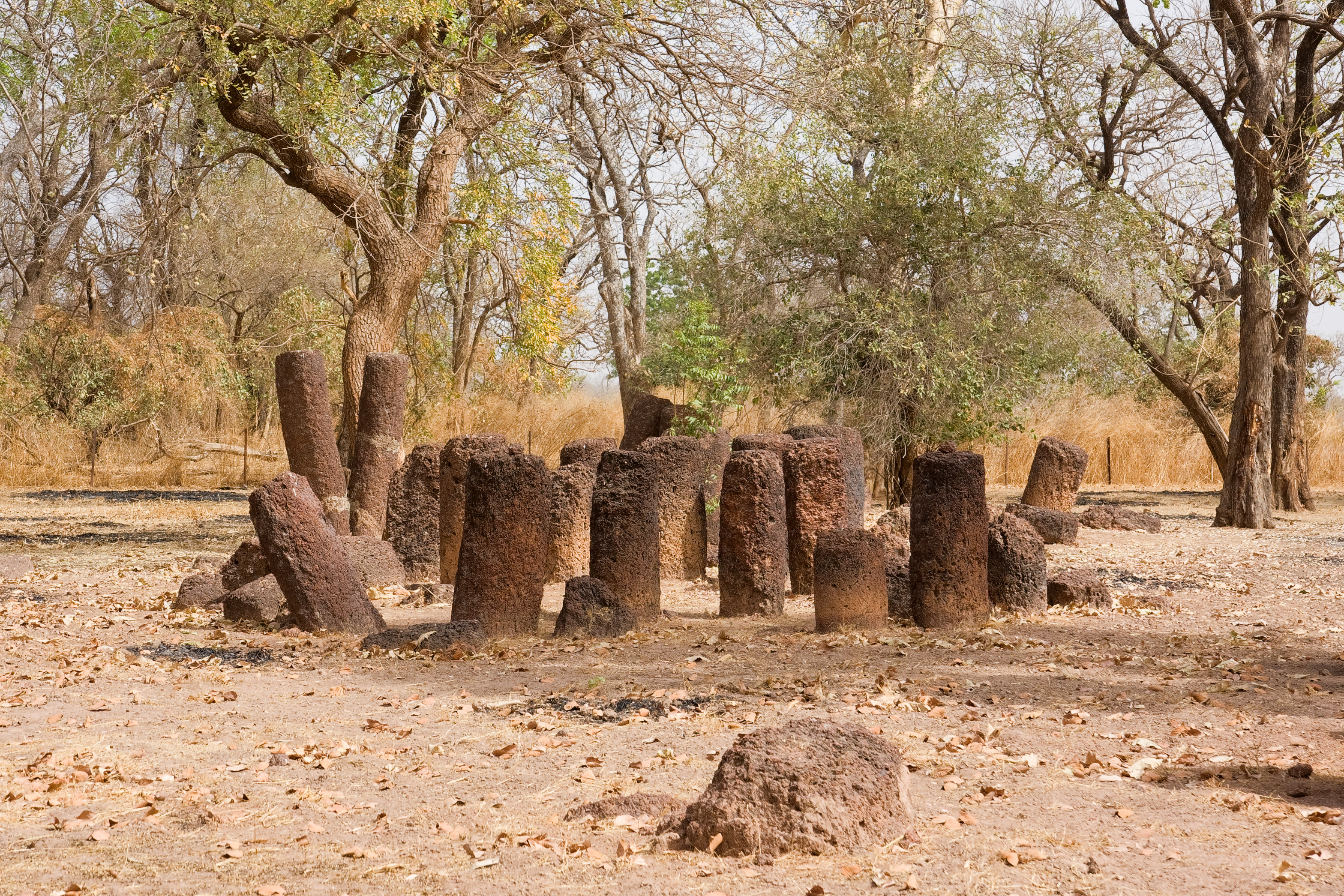
De steencirkel van Kerr Batch met links op de achtergrond de V-vormige steen